# Xã Lizard, Quận Pocahontas, Iowa
Xã Lizard (tiếng Anh: Lizard Township) là một xã thuộc quận Pocahontas, tiểu bang Iowa, Hoa Kỳ. Năm 2010, dân số của xã này là 195 người.